# Генрі Мак-Рей
Генрі Александер Мак-Рей (англ. Henry Alexander MacRae; нар. 29 серпня 1879, Торонто, Канада — пом. 2 жовтня 1944, Беверлі-Гіллз, Каліфорнія, США) — канадський режисер, продюсер та сценарист. Працював в епоху німого кіно у кінокомпанії Universal Studios. Належав до так званих «канадських піонерів раннього Голівуду». Ввів багато нововведень у виробництві кінофільмів, включаючи штучне освітлення інтер'єрів, вітрову машину, подвійну експозицію та нічну зйомку.

## Біографія
Генрі Мак-Рей народився в Торонто, Онтаріо, Канада, 29 серпня 1876 року і помер у Беверлі-Гіллз, Каліфорнія, США, 2 жовтня 1944 року у віці 68 років.
Він був активним режисером з 1912 по 1933 рік, знявши понад 130 фільмів, більшість з яких були німими. Окрім численних вестернів та пригодницьких фільмів, він зняв перший спільний тайсько-голлівудський фільм "Міс Суванна з Сіаму" у 1923 році.
Його першим "розмовним" фільмом став перший фільм про Тарзана зі звуком, "Тигр Тарзан" у 1929 році. Він також зняв кілька вестернів за участю Гута Гібсона, вестерн Тома Мікса та фільми за участю чудо-коня Рекса.
У 1940-х роках був продюсером таких багатосерійних фільмів, як "Зелений Шершень" і "Флеш Ґордон підкорює Всесвіт".

## Вибрана фільмографія
- У кільцях пітона // In the Coils of the Python (1913)
- Дівчина і тигр // The Girl and the Tiger (1913)
- У секретній службі // In the Secret Service (1913)
- Перевертень // The Werewolf (1913)
- Серця Трея // The Trey o' Hearts (1914)
- Змова // The Conspiracy (1916)
- За лініями // Behind the Lines (1916)
- Ліберті // Liberty (1916)
- Винуватий // Guilty (1916)
- Таємничий корабель // The Mystery Ship (1917)
- Око бика // Bull's Eye (1917)
- Примарні вершники // The Phantom Riders (1918)
- Ельмо Могутній // Elmo the Mighty (1919)
- Мережа драконів // The Dragon's Net (1920)
- Кемерон з королівської кінноти // Cameron of the Royal Mounted (1921)
- Міс Суванна з Сіаму // Miss Suwanna of Siam (1923)
- Туз пік // Ace of Spades (1925)
- Червона смуга // The Scarlet Streak (1925)
- Сталеві струни // Strings of Steel (1926)
- Шлях тигра // The Trail of the Tiger (1927)
- Палаючий вітер // Burning the Wind (1929)
- Тарзан — тигр // Tarzan the Tiger (1929)
- Ас Скотленд-Ярду // The Ace of Scotland Yard (1929)
- Smilin' Guns (1929)
- Індіанці йдуть // The Indians Are Coming (1930)
- Нефритовий ящик // The Jade Box (1930)
- Загублений спецзагін // The Lost Special (1932)
- Флеш Гордон Flash Gordon (1936)
- Флеш Гордон підкорює Всесвіт // Flash Gordon Conquers the Universe (1940)